# Marrupe
Marrupe è un comune spagnolo di 170 abitanti situato nella comunità autonoma di Castiglia-La Mancia.